# ゼア・イズ・オールウェイズ・ワン・モア・タイム
『ゼア・イズ・オールウェイズ・ワン・モア・タイム』（There Is Always One More Time）は、アメリカ合衆国のブルース・ミュージシャン、B.B.キングが1991年に発表したスタジオ・アルバム。

## 背景
大部分の曲はジョー・サンプルとウィル・ジェニングスの共作で、両名は過去にも『ミッドナイト・ビリーヴァー』（1978年）、『テイク・イット・ホーム』（1979年）といったアルバムの制作に貢献している。本作に2曲を提供したアーサー・アダムスは、1970年にブルーサム・レコードからデビューしたミュージシャンで、後に自身のアルバム『Back on Track』（1999年）において、キングをゲストとして迎えている。タイトル曲は、本作のリリース前に死去したドク・ポーマスのカヴァーで、キングは本作をポーマスに捧げた。

## 反響・評価
アメリカでは、総合アルバム・チャートのBillboard 200には入らなかったが、『ビルボード』のR&Bアルバム・チャートでは76位を記録した。スコット・ヤナウはオールミュージックにおいて5点満点中4点を付け「大部分の曲はキャッチーで覚えやすい」「知的で思慮深い歌詞はキングのスタイルにぴったりであり、彼の歌声は好調である」と評している。

## 収録曲
特記なき楽曲はジョー・サンプルとウィル・ジェニングスの共作。
1. アイム・ムーヴィング・オン - "I'm Moving On" – 4:16
2. バック・イン・L.A. - "Back in L.A." – 5:00
3. ザ・ブルース・カム・オーヴァー・ミー - "The Blues Come Over Me" – 5:13
4. フール・ミー・ワンス - "Fool Me Once" – 4:18
5. ザ・ロウダウン - "The Lowdown" – 4:11
6. ミーン・アンド・イーヴル - "Mean and Evil" (Arthur Adams) – 4:20
7. サムシング・アップ・マイ・スリーヴ - "Something Up My Sleeve" (A. Adams) – 4:28
8. ロール、ロール、ロール - "Roll, Roll, Roll" – 5:58
9. ワン・モア・タイム - "There Is Always One More Time" (Doc Pomus, Ken Hirsch) – 8:27

## 参加ミュージシャン
- B.B.キング - ボーカル、リードギター
- マイケル・ランドウ - ギター
- アーサー・アダムス - ギター
- ジョー・サンプル - ピアノ
- ニール・ラーセン - オルガン、キーボード
- フレディ・ワシントン - ベース
- ジム・ケルトナー - ドラムス
- レニー・カストロ - パーカッション
- ポーレット・ブラウン、ヴァレリー・ピンクストン＝メイヨー、バニー・ハル - バックグラウンド・ボーカル